# Sněžná (Krásná Lípa)

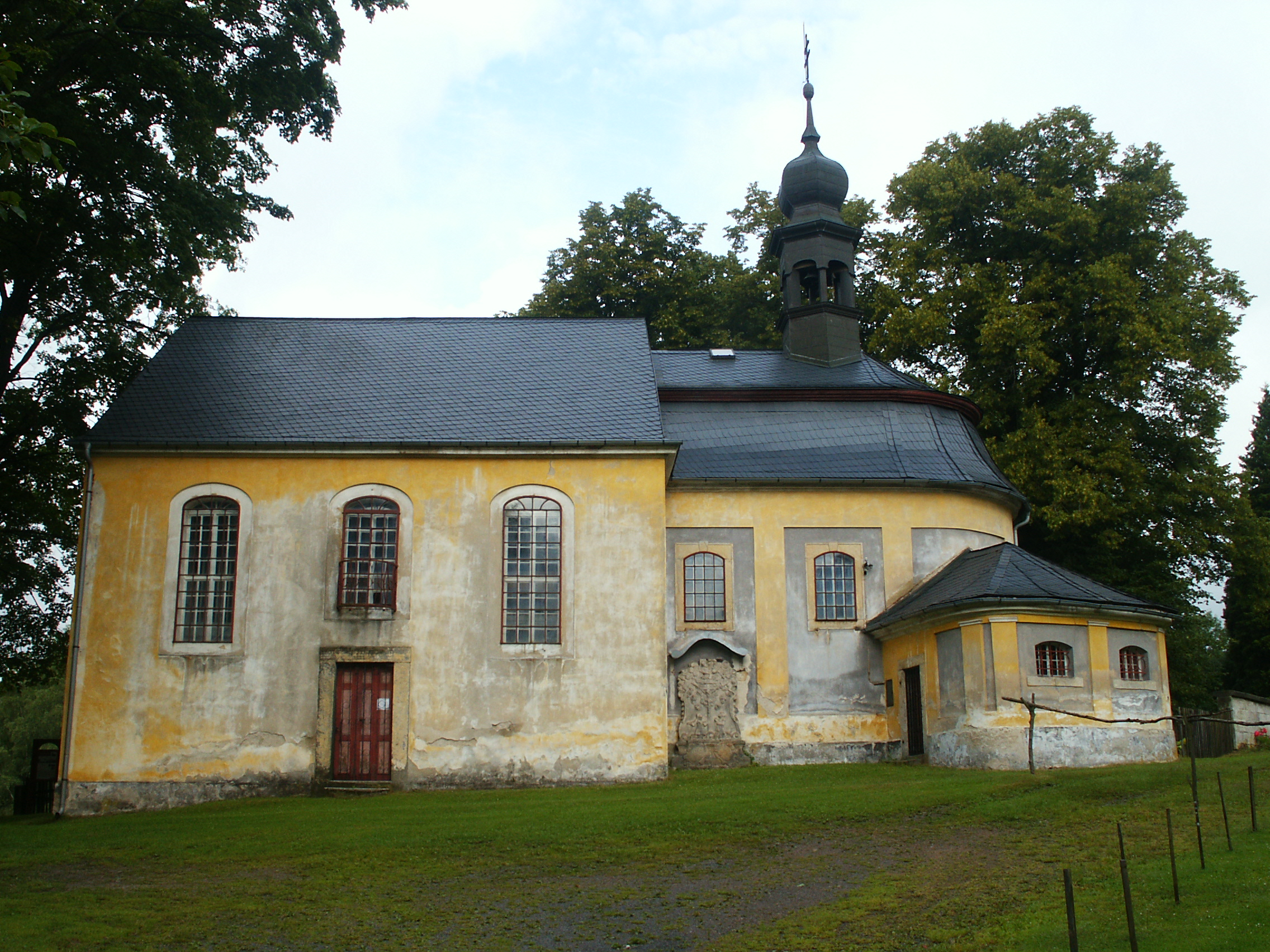
Wallfahrtskapelle Maria Schnee

Sněžná (deutsch Schnauhübel) ist ein Ortsteil von Krásná Lípa im Okres Děčín, Ústecký kraj. Der Ort liegt am westlichen Rand des Böhmischen Niederlands. 

## Geschichte
Um 1400 wurde der Ort erstmals in der Pfarrchronik von Zeidler (Brtníky) erwähnt.

## Kultur und Sehenswürdigkeiten
- Wallfahrtskapelle Maria Schnee: Im nördlichen Gebiet der Ortschaft befindet sich die Wallfahrtskapelle Maria Schnee. Bis zur Ausweisung der Deutschen fanden seit ihrer Erbauung im Jahr 1732 durch das Ehepaar Johann Christof und Maria Liebsch am Festtag und in der Oktav Prozessionen statt. Zu Ehren des Ehepaars brachte man ein Steinrelief an der Kirche an. Die sich im Inneren der Kirche befindende Marienstatue ist wohl dem Gnadenbild in Česká Kamenice nachgeahmt: Die einfache Frau wird zur Himmelskönigin. Darauf verweisen der Strahlenkranz hinter ihrem Kopf und die Krone. Im Jahr 1982 besuchte Kardinal Tomášek Sněžná, zelebrierte in einem Festgottesdienst die Messe und betonte so die Bedeutung dieses Ortes.
- Friedhof, Hinter der Wallfahrtskapelle befindet sich ein Friedhof. Er wird bis heute fast ausschließlich von der deutschsprachigen Minderheit genutzt. Elf Grabmäler erinnern an Opfer des Ersten Weltkrieges.
- Paradiesgarten, Auf einem Privatgrundstück wurde ein Paradiesgarten angelegt. An kleinen Teichen befinden sich seltene Nadelhölzer und Rhododendrenbüsche. Angelegt wurde das Arboretum von Siegfried Fritsche.

## Persönlichkeiten
- Erna Künast (1912–1972), deutsche Dichterin